# Pouteria oxypetala
Espèce
Classification phylogénétique
Statut de conservation UICN

 EN B1+2c : En danger
Pouteria oxypetala est une espèce de plantes à fleurs de la famille des Sapotaceae. Elle est endémique au Brésil.